# Bergsjön (Västra Tunhems socken, Västergötland)
Bergsjön är en sjö i Vänersborgs kommun i Västergötland och ingår i Göta älvs huvudavrinningsområde. Sjön är 6 meter djup, har en yta på 0,177 kvadratkilometer och är belägen 98,7 meter över havet. Sjön avvattnas av vattendraget Bastån.

## Delavrinningsområde
Bergsjön ingår i det delavrinningsområde (647399-130244) som SMHI kallar för Mynnar i Göta älvs vattendragsyta. Medelhöjden är 109 meter över havet och ytan är 48,6 kvadratkilometer. Det finns inga avrinningsområden uppströms utan avrinningsområdet är högsta punkten. Bastån som avvattnar avrinningsområdet har biflödesordning 2, vilket innebär att vattnet flödar genom totalt 2 vattendrag innan det når havet efter 87 kilometer. Avrinningsområdet består mestadels av skog (74 procent) och sankmarker (13 procent). Avrinningsområdet har 0,91 kvadratkilometer vattenytor vilket ger det en sjöprocent på 1,9 procent. Bebyggelsen i området täcker en yta av 1,71 kvadratkilometer eller 4 procent av avrinningsområdet.